# Andreas Rieger
Andreas Rieger (n. 1 iulie 1839, Apoldu de Sus, România – d. 26 aprilie 1918, Sibiu, Austro-Ungaria) a fost un industriaș transilvănean, proprietarul celei mai mari oțelării din Sibiu, naționalizată în 1948 sub numele de Independența Sibiu.

## Viața

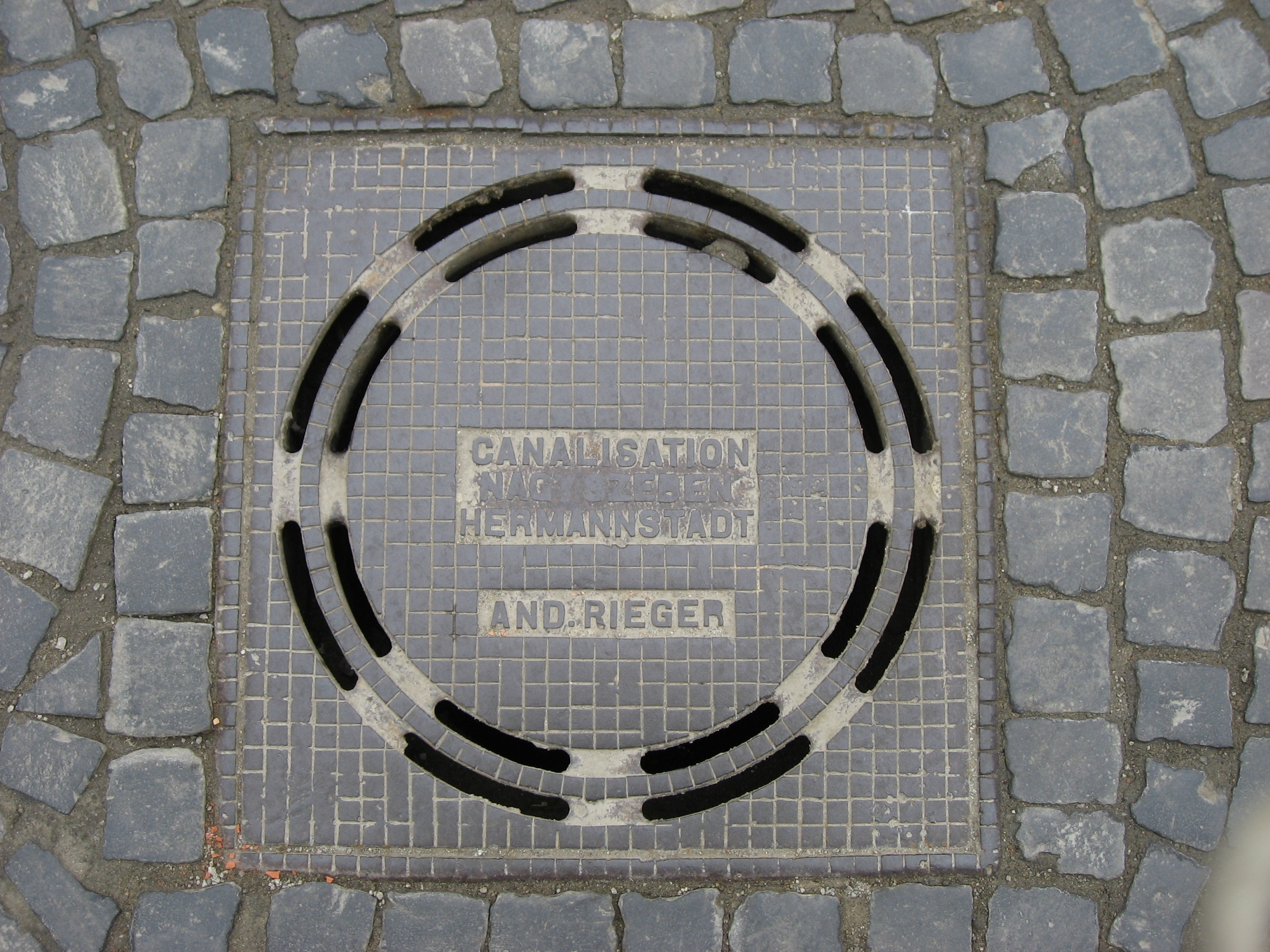
Capac de canal provenit din forja lui Rieger, înainte de 1918

S-a născut și a crescut la Apold, într-o familie de landleri protestanți. Strămoșul său direct a fost Petrus Rieger, care a plecat din Carintia spre Principatul Transilvaniei în anul 1754.